# Claus Clausen

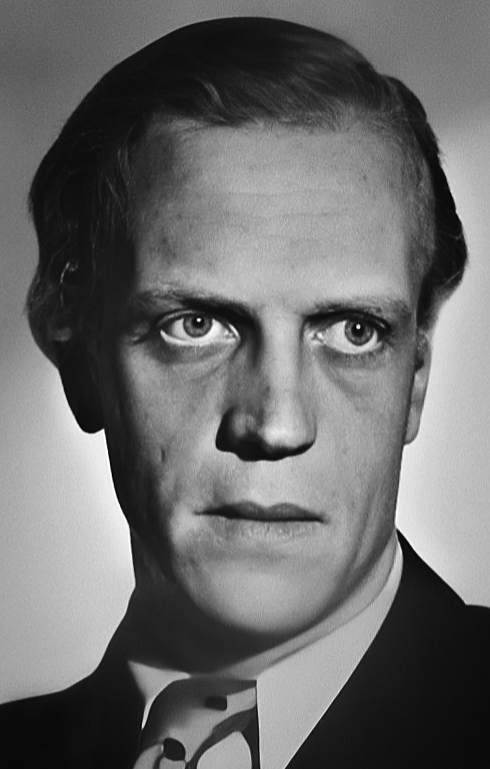
Portraitaufnahme Claus Clausens von Alexander Binder (ca.1928)

Claus Friedrich Clausen (* 15. August 1899 in Eisenach; † 25. November 1989 in Essen) war ein deutscher Theater- und Filmschauspieler, sowie Sprecher und Regisseur.

## Leben und Arbeit

### Jugend und erste Erfolge
Clausen wurde am 15. August 1899 in eine hannoversche Offiziersfamilie als Sohn des preußischen Offiziers und Prosaautors Ernst Clausen und dessen schottischen Ehefrau Emilie Krohn († 1901) in Eisenach geboren. Die Familie entstammt väterlicherseits einer Linie der Welfen, die Mutter kam aus dem Matheson Clan. Er war der jüngste von drei Söhnen aus erster Ehe, sein ältester Bruder war Oberst Ernst Nicolai Clausen (1883–1948).
Von seinem Vater von zu Hause fortgejagt, er sei zu verweichlicht, schickte dieser ihn zum Dresdner Kadettenkorps. Im Ersten Weltkrieg diente er als Fähnrich, wo er u. a. an der Marneschlacht teilnahm. Nach dem Krieg holte er sein Abitur 1919 am Rheingau-Gymnasium nach und immatrikulierte sich für Englisch, Deutsch und Geschichte in Jena. Erste schauspielerische Erfahrungen sammelte er unter dem Schauspieldirektor Haas-Berkoff am Studententheater, wo vor allem mittelalterliche Mysterienspiele einstudiert wurden.
1920 debütierte er am Nationaltheater Weimar. Er ging 1924 an das Reußische Theater in Gera, wo er sich unter anderem als Woyzeck im gleichnamigen Theaterstück einen Namen machte. 1927 ging er an das Schauspielhaus Zürich, 1929 an die Berliner Volksbühne und 1930 an das Neue Schauspielhaus in Königsberg.
Clausens erste Filmrolle war 1930 der Leutnant in Westfront 1918 unter der Regie von Georg Wilhelm Pabst. 1933 wurde der Film von den Nationalsozialisten verboten. Auch der Film Cyankali, in dem Clausen am Ende des Films (in der einzigen Szene mit Ton) ein Plädoyer für Schwangerschaftsabbrüche und die Gesundheit der Frauen hält, wurde von der Zensur stark geschnitten und kritisiert.

### Karriere im Nationalsozialismus
1932 kehrte Clausen nach Berlin zurück und spielte dort bis 1938 am Deutschen Theater und am Staatstheater unter der Intendanz von Gustaf Gründgens bis 1938. Danach spielte er am Schillertheater unter Heinrich George bis 1945. Ab 1942 inszenierte er auch als Regisseur, unter anderen am Berliner Hebbeltheater. Weitere Regisseure, unter denen er spielte, waren u. a. Max Reinhardt, Jürgen Fehling, Walter Felsenstein und Erwin Piscator.
Clausen trat zum 1. April 1933 der NSDAP bei (Mitgliedsnummer 1.840.241) und übernahm im Dritten Reich eine Handvoll Kinorollen fast ausschließlich propagandistischer Art. 1933 wurde er von der Ufa verpflichtet und spielte u. a. in Hitlerjunge Quex den Bannführer Kaß und in Der alte und der junge König den Leutnant Katte. Vor allem hier spielte er den oft militärischen bzw. „arischen Helden“. Am Theater waren seine Rollen größtenteils klassische Helden (meist antik oder aristokratisch) wie Hamlet oder der Prinz von Homburg, sowie Soldaten.
Ab 1937 übernahm er einen Lehrauftrag an der Schauspielschule des Deutschen Theaters Berlin und war dort zudem stellvertretender Leiter (Heute: Hochschule für Schauspielkunst Ernst Busch).
1944 wurde er für den Volkssturm eingesetzt. Anlässlich seines 25-jährigen Bühnenjubiläums wurde ihm von der Stadt Berlin die Schillerplakette verliehen.

### Nach dem Krieg

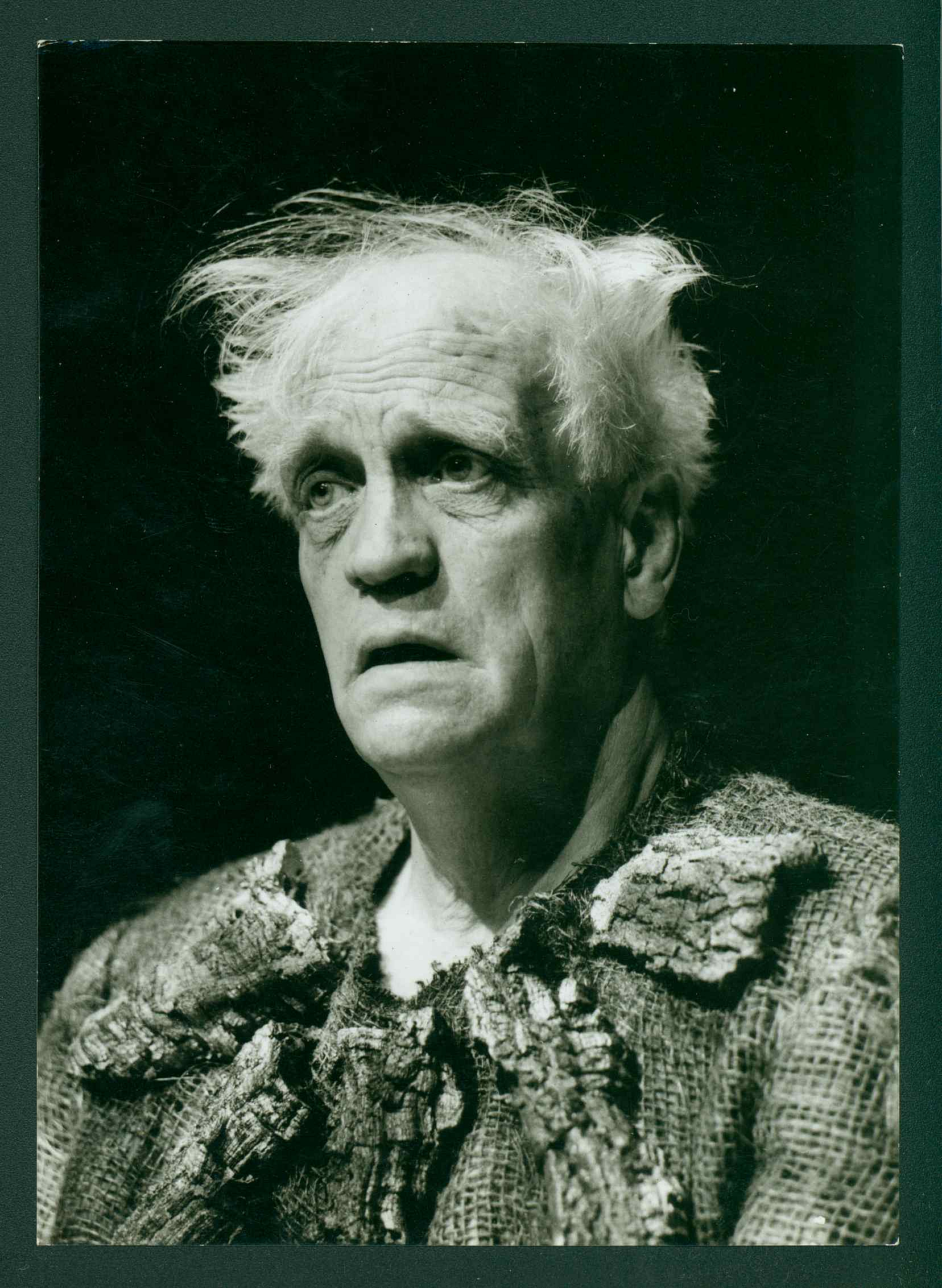
Claus Clausen in König Lear am Badischen Staatstheater Karlsruhe (1968/69)

Nach Ende des Zweiten Weltkrieges trat er nur wenige Male in Filmen auf und konzentriert sich mit seiner Arbeit ausschließlich auf das Theater als Schauspieler und Regisseur. Er sprach zudem auch einige Hörbücher ein. Seine Arbeit fand größtenteils auf bundesdeutschen Bühnen und Sommerbühnen statt, so in Karlsruhe, Berlin, Bonn, Hannover, Wunsiedel und Wuppertal. Er führte zudem erfolgreich eine Privatschule für Sprechen und Schauspielkunst in Freiburg.
1950 ging er auf Wunsch Rudolf Sellners ans Grillo-Theater in Essen. 1952 spielte er neben Gene Kelly in dem Thriller Des Teufels Erbe einen karikaturhaften „unverbesserlichen, fanatischen Altnazi“. Aufgrund des heiklen Themas wurde der Film erst 1991 zum ersten Mal in Deutschland gezeigt.
Ab 1953 und in den darauffolgenden zwei Jahren spielte er den „Tod“ bei den Salzburger Festspielen im Stück Jedermann neben Will Quadflieg. Als Sellner Essen verließ, wurde Clausen von Hans Schalla engagiert und kam 1955 zum Schauspielhaus Bochum. Es folgten Auftritte bei internationalen Festspielen in Wien, Paris und Berlin. Von der Bühne verabschiedete er sich erst 1985 als Harpagon in Molières Der Geizige in Bochum. Clausen war zudem ab 1959 als Dozent für Schauspiel an der Folkwangschule in Essen tätig.
Er starb am 25. November 1989 in Essen und wurde dort auf dem Südwestfriedhof beerdigt.

### Persönliches
Seine spätere Stiefmutter war die Übersetzerin Rita Öhquist, seine Schwägerin war die Theaterfotografin Rosemarie Clausen. 1920 heiratete Clausen seine Ehefrau Erika geb. Kathe, mit der er bis zum Ende seines Lebens verheiratet war. Seine Frau starb ein halbes Jahr nach ihm am 12. Mai 1990. Das Ehepaar Clausen lebte in seinen letzten Lebensjahren in Essen in dem Atelierhaus der Malerin Ina Seeberg. Zwischen ihnen entstand eine enge künstlerische Zusammenarbeit. Beide Clausens wurden mehrfach von der Malerin porträtiert, die Porträts u. a. im Singer Laren-Museum ausgestellt.
Im hohen Alter widmete er sich zunehmend der Anthroposophie, mit der er bereits während seiner Zeit im Studententheater 1920 in Berührung kam und engen Kontakt mit Rudolf Steiner hielt.

## Filmografie
- 1930: Westfront 1918
- 1930: Scapa Flow
- 1930: Cyankali
- 1930: Skandal um Eva
- 1931: Berge in Flammen
- 1933: Hitlerjunge Quex
- 1934: Rivalen der Luft
- 1934: Der alte und der junge König
- 1939: Der Feuerteufel
- 1939: Ein Robinson
- 1940: Mein Leben für Irland
- 1940/42: Der große König
- 1943: Der Verteidiger hat das Wort
- 1943/45: Kolberg
- 1952: Des Teufels Erbe (The Devil Makes Three)
- 1955: Der Cornet – Die Weise von Liebe und Tod
- 1968: Bel Ami (TV)
- 1968: Die Bürger von Calais